# 戴敬晃
戴敬晃，台灣油畫家、畫作修復師，擅長肖像、靜物和風景畫。為台灣五月畫會、中華民國油畫學會之會員。

## 經歷
戴敬晃於1974年於新竹出生，1997年赴法國留學，學習藝術品及油畫修護，在2004年取得Ecole Conde’藝術修復學院碩士。他原先從事古畫修復，並將修復過程所學轉化為自己的創作能力，分別於2010年、2014年、2015年台灣全國油畫展中獲得金牌、優選和銀牌。2016年，戴敬晃以一幅《法師》畫像入選英國肖像協會優選獎，同年又以《養鴨人家》入選法國巴黎沙龍獎。